# 不規則変光星
不規則変光星（ふきそくへんこうせい、irregular variable）とは、明るさの変化がまったく不規則で、いくぶんかの周期性も認められない、変光星の一分類である。

## 範囲
不規則変光星は、物理的・化学的性質に基づく分類ではなく、明るさの変化という観測量の規則性を基にして分類されたものであるので、天体物理学の観点からはまったく別種の天体でも、不規則変光星といえるものがある。
一口に「不規則変光星」といった場合に、どこからどこまでを含むかは、場合によって異なる。狭くとらえるならば、半規則変光星の延長で、更に周期性がなくなったものとして、脈動変光星の一部としてだけ論じている場合もある。一方で広く、変光に周期性がないものを全て取り上げ、激変星、超新星、閃光星なども合わせて論じている場合もある。また、かんむり座R型変光星も不規則変光星に含めている場合がある。
以下では、変光星総合カタログの変光星分類において、"irregular variables"として言及されているものについて述べる。

## 爆発型変光星
爆発型変光星に含まれる不規則変光星は、光度変化の速さやスペクトルの特徴によって、いくつかの分類に分かれている。

### カシオペヤ座γ型 (GCAS)
カシオペヤ座γ型変光星（GCAS）は、高速に自転するB型の巨星もしくは準巨星で、恒常的には短い周期でわずかな変光を示す。時折、質量放出によってできる星周殻や星周円盤によって、より大きく変光する。カシオペヤ座γ型の主な変光星は、分類の名称にもなっているカシオペヤ座γ星である。

### I型
よく研究されていないため、特性がよくわからないものは、I型に分類される。その性格上、同じI型に分類されていても、スペクトル型や物理的性質が大きく異なる天体が含まれている。つまり、実際には他の変光星型に分類すべきところだが、そうできるだけの情報が揃っていないものがある。
I型の中で、スペクトル型がわかっているものは、スペクトル型に応じて、更に細分化される。

#### IA型
I型変光星のうち、スペクトル型が早期型（O型からA型）、つまり高温度星は、IA型と呼ばれる。

#### IB型
I型変光星のうち、スペクトル型がIA型よりも晩期型（F型からM型）のものは、IB型と呼ばれる。

### オリオン変光星 (IN)
オリオン変光星（IN型）は、星形成領域において特徴的な変光星で、星雲状の構造を伴う、或いは星雲中に存在するものが一般的である。主系列星になる前の若い星と考えられ、数等級に及ぶ変光を示すものもある。IN型の中で短時間で急激な変光を示すものは、INS型とも呼ばれる（以下の小分類でも同様）。
スペクトルの特徴がわかっているものは、それに基づいて更に細かく分類される。このうち、両立できる性質のものは、複合してより複雑な分類になることがある（例: INT(YY)型、INSB(YY)型、など）。

#### INA型
オリオン変光星のうち、スペクトル型が早期型（B型からA型）のものは、INA型と呼ばれる。INA型の主な変光星には、いっかくじゅう座R星、みなみのかんむり座R星などがある。

#### INB型
オリオン変光星のうち、スペクトル型がINA型より晩期型（F型からM型）のものは、INB型と呼ばれる。INB型の主な変光星には、カメレオン座CR星などがある。

#### おうし座T型 (INT / IT)
オリオン変光星のうち、F型以下の中低温度星で、スペクトルに輝線（特に鉄イオン、ケイ素イオン、酸素原子の輝線）と、リチウムの吸収線がみられるものは、おうし座T型（INT型）と呼ばれる。星雲状の構造を伴わないものは、Nを省いてIT型という。

#### IN(YY)型
オリオン変光星のうち、スペクトルの輝線に逆はくちょう座P型プロファイルがみられるものは、IN(YY)型と呼ばれる。IN型以外でも、同じ特徴がみられる分類には(YY)が付けられる。IN(YY)型変光星の代表は、分類名の元にもなったオリオン座YY星である。

### IS型
星雲を伴わず、変光を0.5等級から1.0等級程度の範囲で不規則に、しかも数時間から数日間という短い時間で起こす変光星は、IS型に分類される。IS型とオリオン変光星の境界は、曖昧であり、星雲が存在する領域にあれば、INS型に分類される。IS型も、スペクトル型がわかっているものは、スペクトル型を基に更に細かく分類される。

#### ISA型
IS型変光星のうち、スペクトル型が早期型（B型からA型）のものは、ISA型と呼ばれる。ISA型の主な変光星には、こぎつね座WW星などがある。

#### ISB型
IS型変光星のうち、スペクトル型がISA型よりも晩期型（F型からM型）のものは、ISB型と呼ばれる。ISB型の主な変光星には、ケフェウス座BH星などがある。

## 脈動変光星 (L)
脈動変光星の中の不規則変光星は、ゆっくりと変光する晩期型の巨星、或いは超巨星で、L型と呼ばれる。スペクトル型は主として、K型、M型、C型、S型である。半規則変光星との境界は、はっきりしない。観測が充分なされていないために、周期性が見つかっていないだけで、L型に分類される変光星のうちかなりのものは、本当は半規則変光星（或いは他の分類）ではないかとみられる。最初L型とされた変光星で、後に別の分類に変更になったものもある。L型には、光度階級によって更に細かい分類がある。

### LB型
不規則脈動変光星のうち、巨星はLB型と呼ばれる。LB型の主な変光星には、ペガスス座β星などがある。

### LC型
不規則脈動変光星のうち、超巨星はLC型と呼ばれる。LC型の主な変光星には、アンタレスなどがある。

## X線変光星 (XI)
X線不規則変光星は、降着円盤を伴う高温のコンパクト星と、主系列星とからなる近接連星系とされ、XI型と呼ばれる。数分から数時間で、視等級にして1等程度の不規則な変化を示す。大抵はそこに、公転運動による周期的な変動が重なってくる。X線不規則変光星の主なものには、さそり座V818星（さそり座X-1）がある。